# АЭС Гёсген
АЭС Гёсген (нем. Kernkraftwerk Gösgen) — атомная электростанция в Швейцарии.
Станция расположена на реке Аре в муниципалитете Даникен в кантоне Золотурн.
АЭС состоит из одного блока с реактором с водой под давлением (PWR) разработки Kraftwerk Union мощностью 1060 МВт.
Строительство станции началось 1 декабря 1973 года, сдача в коммерческую эксплуатацию — 1 ноября 1979 года.

## Информация об энергоблоках
| Энергоблок | Тип реакторов   | Мощность | Мощность | Начало строительства | Физпуск    | Подключение к сети | Ввод в эксплуатацию | Закрытие |
| Энергоблок | Тип реакторов   | Чистый   | Брутто   | Начало строительства | Физпуск    | Подключение к сети | Ввод в эксплуатацию | Закрытие |
| ---------- | --------------- | -------- | -------- | -------------------- | ---------- | ------------------ | ------------------- | -------- |
| Гёсген     | PWR, KWU 3-loop | 1010 МВт | 1060 МВт | 01.12.1973           | 20.01.1979 | 02.02.1979         | 01.11.1979          | —        |